# Marcel Jabelot
Marcel Jablonowicz (dit Marcel Jabelot), né le 31 mai 1924 dans le 11e arrondissement de Paris et mort le 23 mars 1999 à Neuilly-sur-Seine, est un résistant français déporté à 19 ans à Auschwitz, qui survit et devient un témoin de la Shoah.

## Biographie

### Enfance
Marcel Jablonowicz, dit Jabelot, naît le 31 mai 1924 dans le 11e arrondissement de Paris. Il est le fils de Joseph (George) Jablonowicz né le 25 juin 1902 à Varsovie en Pologne et de Simone Jablonowicz (née Poznanski), née le 4 avril 1904 à Paris. Joseph Jablonowicz s'installe en France en 1920. Les parents de Simone Jablonowicz sont des russes polonais, arrivés en France en 1895. Marcel Jabelot est fils unique.
Joseph Jablonowicz, demeurant au 23 rue Racine dans le 6e arrondissement de Paris et Simone Poznansky, demeurant rue Antoine-Vollon dans le 12e arrondissement de Paris, se marient religieusement à la Synagogue de la rue des Tournelles, le dimanche 29 juillet 1928.
Avec la Seconde Guerre mondiale, la famille Jablonowicz se réfugie en zone libre à Nice. Marcel Jabelot commence des études de médecine. Pendant la guerre, il fait partie, de la Résistance, des mouvements unis de la Résistance (MLN) ex-MUR.

### Arrestation
Marcel Jabelot est arrêté le 22 septembre 1943 à Nice avec ses deux parents et sa grand-mère paternelle. Ils sont transférés au camp de Drancy.

### Déportation
Marcel Jabelot (19 ans), son père Joseph Jablonowicz (41 ans) et sa mère Simone Jablonowicz (39 ans) et sa grand-mère paternelle, Rachel Jablonowicz (née Micha) (74 ans), née le 1er janvier 1869 à Brest Litovsk, sont déportés par le convoi no 61, en date du 28 octobre 1943, de Drancy vers Auschwitz. La dernière adresse de Marcel Jabelot et de ses parents est au 11 bis avenue Baquis à Nice (Alpes-Maritimes) et de sa grand-mère au 5 place Magenta à Nice. Simone Jablonowicz est officiellement morte à son arrivée le 2 novembre 1943, en même temps que sa belle-mère.
Marcel Jabelot et son père sont dirigés vers le camp d’Auschwitz I-Stammlager et quelques jours plus tard transférés au camp de concentration de Fürstengrube. Puis son père est envoyé « ailleurs »…
Marcel Jabelot est ensuite envoyé au camp secondaire de Günthergrube, camp annexe du camp d'Auschwitz, où il reste jusqu’au 18 janvier 1945. Il est le seul survivant de sa famille.

### Retour en France
Marcel Jabelot devient un témoin de la Shoah.

### Mort
Marcel Jabelot meurt, le 23 mars 1999, à l’hôpital américain de Neuilly-sur-Seine, à l'âge de 75 ans,.

## Distinction
Marcel Jabelot est nommé chevalier dans l'ordre national de la Légion d'honneur en janvier 1995.

## Pour approfondir